# حلمی رفله
حلمی رفله (انگلیسی: Helmy Rafla; ۱۵ مهٔ ۱۹۰۹ – ۲۲ آوریل ۱۹۷۸) کارگردان فیلم اهل مصر بود.